# Is It Scary
"Is It Scary" é uma música do cantor norte americano Michael Jackson que aparece em seu álbum de remixes Blood on The Dance Floor.

## História
"Is It Scary" foi originalmente escrita e gravada em 1993 para entrar para a trilha sonora do filme da Família Addams no mesmo ano, mas devido as acusações de abuso sexual que Jackson sofreu naquele ano todos os projetos foram cancelados, fazendo com que a música fosse arquivada.
No ano de 1995 chegou a ser cogitada a possibilidade de colocá-la em sua nova coleção de inéditas lançada naquele ano, mas como a música ainda não estava terminada, Jackson resolveu terminá-la em 1996 com mais tempo para colocá-la em 1997 no Blood On The Dance Floor como uma das faixas bônus deste, que é um álbum com predominância de remix do HIStory.

## Comercialmente
"Is It Scary" não foi lançado comercialmente como single, mas chegou a ficar varias semanas em 1º lugar nas rádios da Europa, já que neste continente foi lançada como single promocional, isto é, apenas para a divulgação do álbum pelas rádios.